# Tréguidel
Tréguidel (bretonisch: Tregedel) ist eine französische Gemeinde mit 630 Einwohnern (22361) (Stand: 1. Januar 2022) im Département Côtes-d’Armor in der Region Bretagne.

## Geographie
Umgeben wird Tréguidel von den Gemeinden Pléguien im Norden, von Lantic im Osten, von Plélo im Süden und von Tressignaux im Westen.

## Bevölkerungsentwicklung
| 1962 | 1968 | 1975 | 1982 | 1990 | 1999 | 2008 | 2012 |
| 425  | 475  | 418  | 402  | 500  | 540  | 630  | 598  |

## Sehenswürdigkeiten
- Kirche Saint-Gwenaël
- Kapelle de Pabu, erbaut im 16. Jahrhundert

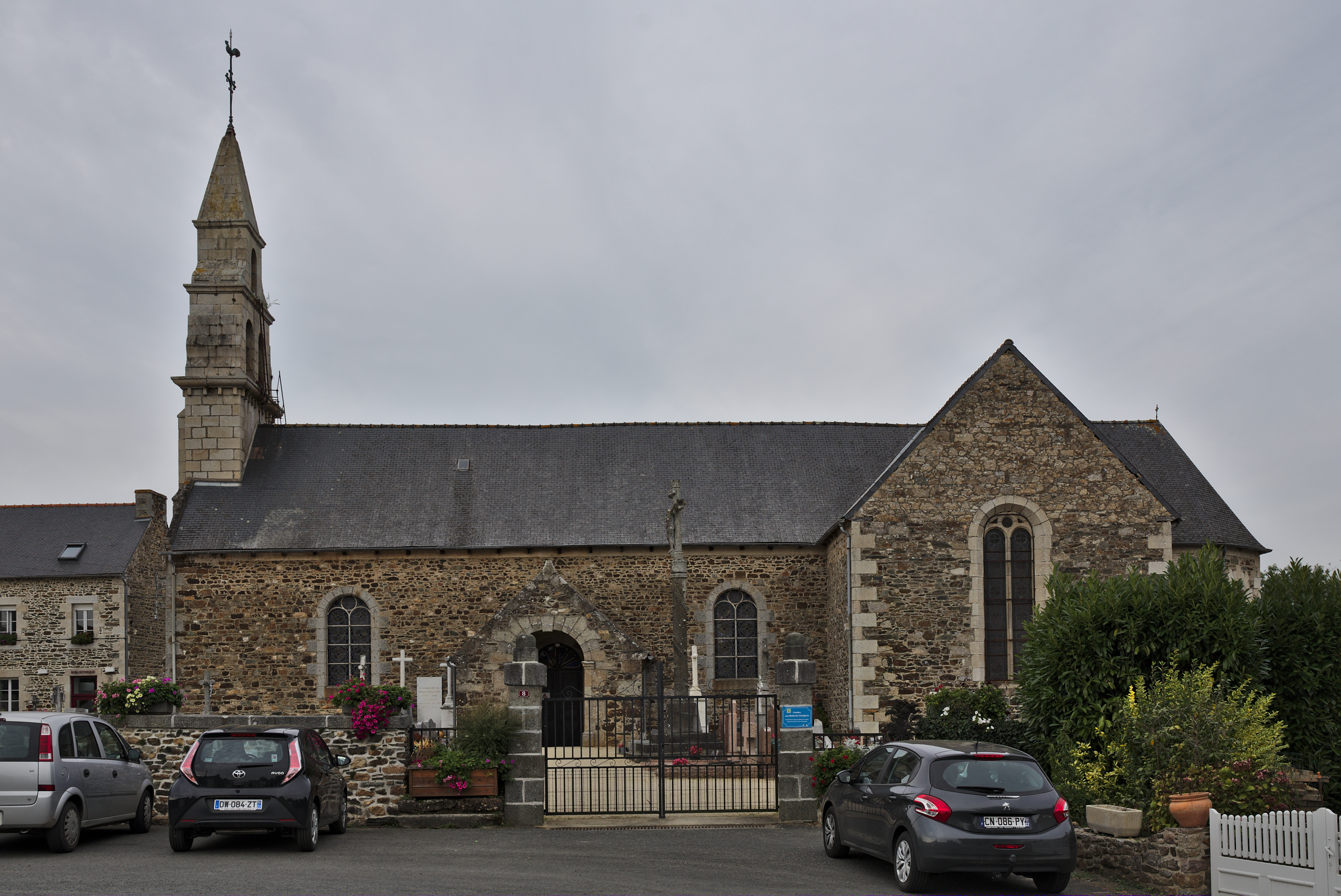
Kirche Saint-Gwenaël